# 140
140（百四十、ひゃくよんじゅう）は自然数、また整数において、139の次で141の前の数である。

## 性質
- 140は合成数であり、約数は1, 2, 4, 5, 7, 10, 14, 20, 28, 35, 70, 140である。
  - 約数の和は336。
  - 32番目の過剰数である。1つ前は138、次は144。
    - 素数を除いて σ (n) − n が平方数になる15番目の数である。1つ前は124、次は143。(ただしσは約数関数、オンライン整数列大辞典の数列 A048699)
- 46番目のハーシャッド数である。1つ前は135、次は144。
  - 5を基とする3番目のハーシャッド数である。1つ前は50、次は230。
- 4番目の調和数である。1つ前は28、次は270。
  - 140の調和平均は5，調和平均が素数になる3番目の数である。1つ前は28、次は496。(オンライン整数列大辞典の数列 A074247)
  - 完全数でない調和数としては2番目の数である。ただし1を除くと最小。次は270。(オンライン整数列大辞典の数列 A090945)
- 140 = 22 × 5 × 7
  - 3つの異なる素因数の積で p 2 × q × r の形で表せる6番目の数である。1つ前は132、次は150。(オンライン整数列大辞典の数列 A085987)
- 140 = 28 × 5
  - 完全数28の倍数である。1つ前は112、次は168。(オンライン整数列大辞典の数列 A135628)
- 140 = 12 + 22 + 32 + 42 + 52 + 62 + 72
  - 7番目の四角錐数である。1つ前は91、次は204。
  - 7連続自然数の平方和とみたとき最小の数である。次は203。(ただし0を含むとき最小は91)
  - 02 を含めて8連続整数の平方和とみたとき最小の数である。次は204。(オンライン整数列大辞典の数列 A276026)
- 正九角形の内角は140°である。
  - 正 n 角形において内角が度数法で整数になる6番目の角度である。1つ前は135°、次は144°。(オンライン整数列大辞典の数列 A110546)
- 140と195は2番目の婚約数である。1つ前は (48, 75)、次は (1050, 1925)。
  - 140の1と140自身を除く約数の和は195であり、195の1と195自身を除く約数の和は140である。このような性質の2つの数の組を婚約数という。(195も約数の和は336)
- 1/140 = 0.00714285… (下線部は循環節で長さは6)
  - 逆数が循環小数になる数で循環節が6になる25番目の数である。1つ前は130、次は143。
- 140番目の三角数は9870で4桁の最大数になる。いいかえると1から自然数を140まで加えていくと4桁最大数になる。1つ前は44、次は446。(オンライン整数列大辞典の数列 A095863)
- 140 = 22 + 62 + 102
  - 3つの平方数の和1通りで表せる53番目の数である。1つ前は136、次は142。(オンライン整数列大辞典の数列 A025321)
  - 異なる3つの平方数の和1通りで表せる43番目の数である。1つ前は139、次は142。(オンライン整数列大辞典の数列 A025339)
- 140 = 122 − 4
  - n = 12 のときの n 2 − 4 の値とみたとき1つ前は117、次は165。(オンライン整数列大辞典の数列 A028347)
- 約数の和が140になる数は2個ある。(76, 139) 約数の和2個で表せる16番目の数である。1つ前は132、次は152。
- 各位の和が5になる11番目の数である。1つ前は131、次は203。

## その他 140 に関連すること
- 西暦140年
- 紀元前140年
- 年始から数えて140日目は5月20日、閏年は5月19日。
- 西経140度線、東経140度線
- 中華航空140便墜落事故
- X（旧Twitter）における「ツイート」にて一度の投稿に入力できる文字数は140字まで。
- 140×875は、テレビ朝日で放送された番組。
- ヨハネス17世 - 第140代ローマ教皇（在位：1003年6月13日～11月6日）。
- UFC 140
- Ha 140 (航空機)
- An-140 (航空機)
- コスモス140号
- PowerBook 140
- セスナ 140
- 国鉄シキ140形貨車
- MGM-140 ATACMS
- 国際連合安全保障理事会決議140
- CP-140 オーロラ
- ボルボ・140